# Zygothrica mediogaster
Zygothrica mediogaster är en tvåvingeart som beskrevs av David Grimaldi 1987. Zygothrica mediogaster ingår i släktet Zygothrica och familjen daggflugor.
Artens utbredningsområde är Costa Rica. Inga underarter finns listade i Catalogue of Life.